# Gonialosa whiteheadi
Gonialosa whiteheadi és una espècie de peix pertanyent a la família dels clupeids.

## Descripció
- Pot arribar a fer 6,8 cm de llargària màxima.
- 27 radis tous a l'aleta anal.[4][5]

## Hàbitat
És un peix d'aigua dolça, pelàgic, amfídrom i de clima tropical (7°N-4°N).

## Distribució geogràfica
Es troba a Àsia: Myanmar.

## Observacions
És inofensiu per als humans.